# Крижанівський Петро Євсійович
Крижанівський Петро Євсійович (9 січня 1892, Балтський повіт, Подільська губернія, Російська імперія — після 1945, ?) — підполковник Дієвої Армії УНР.

## Біографія
Народився у Балтському повіті Подільської губернії.
Закінчив Гомельську класичну гімназію, Павлівське військове училище (у 1913 році). Служив підпоручиком у 3-му Фінляндському стрілецькому полку, у складі якого брав участь у Першій світовій війні. У 1916—1917 роках — командир 26-ї окремої самокатної сотні та 5-го самокатного батальйону. Під час війни був поранений та двічі контужений. Останнє звання у російській армії — капітан.
З 18 грудня 1917 року — командир Української самокатної сотні військ Центральної Ради. У 1918—1919 роках працював журналістом у газетах «Відродження», «Українська Ставка», «Український Козак». З 6 червня 1919 року — начальник прес-квартири штабу Дієвої Армії УНР, начальник штабу коменданта тилу Дієвої Армії УНР. З 21 квітня 1920 року — начальник дислокаційного відділу Головного управління Генерального штабу УНР. У подальшому — начальник закордонного відділу головного управління Генерального штабу УНР.
З 1923 року жив в еміграції у Варшаві.
У червні 1943 року очолював у Варшаві комісію з набору добровольців до Стрілецької дивізії СС «Галичина». Восени 1943 року виступив з ініціативою створення у складі німецької армії т. зв. Українського визвольного війська (УВВ).
З 1945 року перебував в еміграції у Західній Німеччині.
Подальша доля невідома.